# باتريشيا روبرتسون
باتريشيا كونسولاتريكس هيليارد روبرتسون (بالإنجليزية: Patricia Consolatrix Hilliard Robertson) (من مواليد 12 مارس 1963 - تُوفيت في 24 مايو 2001) وهي طبيبة أمريكية ورائدة فضاء تابعة لوكالة ناسا.

## حياتها الشخصية
ولدت في إنديانا ، بنسلفانيا إلى إلسي هيليارد والراحل هارولد هيليارد من هوميروس سيتي.
كانت متزوجة من سكوت روبرتسون.

## تعليمها
تخرجت من مدرسة هوميروس سنتر الثانوية، هوميروس سيتي، بنسلفانيا عام 1980. وحصلت على درجة البكالوريوس في علم الأحياء من جامعة إنديانا في بنسلفانيا عام 1985 كما حصلت على شهادة طبية من كلية الطب في بنسلفانيا في عام 1989. تم اعتمادها من قبل المجلس الأمريكي لطب الأسرة في نفس العام. أكملت زمالة لمدة عامين في طب الفضاء في فرع جامعة تكساس مدرسة الطب في هيوستن ومركز لندون بي جونسون للفضاء في عام 1997، والتي شملت الدورة الأساسية لطب الفضاء الجوي في قاعدة بروكس الجوية.

## عملها في الطب
بعد انتهائها من فترة تدريبها في طب الأسرة في عام 1992 ، انضمت روبرتسون إلى الممارسة الجماعية في إيري (بنسيلفانيا). كانت تعمل في مستشفى سانت فنسنت لمدة ثلاث سنوات حيث عملت كمنسقة طبية لتدريب الطلاب الطبيين، كما قدمت التدريب والإشراف للأطباء المقيمين. في عام 1995 ، كانت روبرتسون من اثنين اختيروا لدراسة الطب الفضائي في فرع جامعة تكساس الطبي، غالفستون، وفي مركز جونسون للفضاء في هيوستن. أثناء التحاقها بالطب الفضائي، أنجزت روبرتسون مشروعًا بحثيًا حيث درست تدابير مضادة للتمارين الرياضية غير مركزية لرحلات الفضاء. كما عملت روبرتسون عضوة في هيئة التدريس في UTMB في إدارات طب الأسرة وطب الطوارئ. وفي عام 1997 ، انضمت روبرتسون إلى عيادة طب الطيران في مركز جونسون للفضاء، حيث قدمت الرعاية الصحية لرواد الفضاء وعائلاتهم، وشغلت منصب رئيسة فريق العظام والعضلات والعمليات المتكاملة.

## عملها مع شركة ناسا
اختارتها وكالة ناسا في يونيو 1998 ، وأُبلغت روبرتسون عن فترة تدريبها وكان ذلك في أغسطس 1998. وقد تضمن تدريبها جلسات إحاطة إرشادية وجولات، وإحاطات علمية وتقنية عديدة، وتعليم مكثف في أنظمة المكوك والمحطات الفضائية الدولية، والتدريب الفسيولوجي والتدريب على الطيران، وكذلك تعلم تقنيات بقاء الحياة. بعد انتهائها من التدريب، عملت روبرتسون كممثلة لمكتب الرعاية الصحية (CHeCS) ، وكرائدة دعم الطاقم (CSA) لفريق ISS Expedition 2.

## وفاتها
توفيت في 24 مايو 2001 في هيوستن من جروح أُصيبت بها في حادث تحطم طائرة خاصة في وولف إير بارك، مانفيل (تكساس) في 22 مايو 2001. كانت تبلغ من العمر 38 عامًا.

## الجمعيات التي شاركت بها
- جمعية طب الفضاء الجوي
- الرابطة الأمريكية لممارسة الأسرة
- جمعية الطائرات التجريبية
- نادي الأكروبات الدولي
- رابطة مالكي الطائرات والطيارين

## جوائز وتكريمات
- جائزة ناسا للأداء.
- الفائزة بجائزة الشابة المتأهبة (جمعية طب الفضاء)
- جائزة خريجي IUP المتميزة، 2000

## وصلات خارجية
- Official NASA Photo
- NASA biography of Patricia Robertson
- NTSB.gov accident report
- New York Times Obituary